# Міяґі (префектура)
Префекту́ра Мія́ґі (яп. 宮城県, みやぎけん, МФА: [mʲijagʲi keɴ]) — префектура Японії в регіоні Тохоку, в північно-східній частині острова Хонсю. Префектурний центр — місто Сендай.

## Короткі відомості

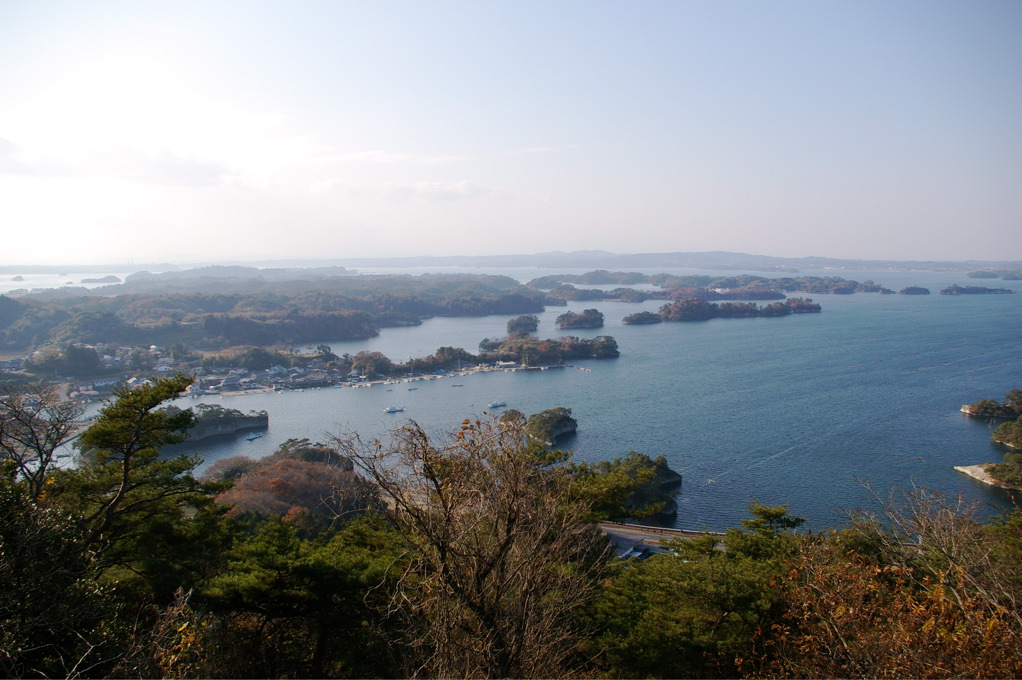
Верениця островів Мацусіма — один з трьох найкрасивіших пейзажів Японії

Префектура Міяґі розташована на північному сході Японського архіпелагу, в регіону Тохоку, на узбережжі Тихого океану. На півночі вона межує з префектурою Івате, на півдні — з префектурою Фукусіма, а на заході й північному заході, по лінії гір Оу, граничить з префектурами Ямаґата й Акіта.
Історично землі префектури Міяґі складали південну частину провінції Муцу. В давнину її населяли племена еміші, асимільовані японцями в 12 столітті. Протягом 17 — 19 століття землі префектури контролювалися удільним володінням Сендай-хан. Він воював на боці антиурядових сил під час громадянської війни 1868—1869 років. Через це префектура, утворена на землях уділу отримала назву Міяґі, а не Сендай, за назвою старовинної волості Міяґі.
Площа префектури Міяґі становить близько 7280 км. Це найменша адміністративна одиниця префектурного рівня в регіоні. Проте за кількістю населення Міяґі посідає перше місце в Тохоку. Її населення становить близько 2,3 млн осіб. Демографічне зростання на 1,6% спостерігалося протягом 1995—2000 років. У 2000—2005 роках воно змінилося спадом на 0,2%. Для префектури притаманне старіння населення: 20% усіх мешканців складають особи, старші 65 років.
Адміністративним центром префектури є місто-мільйонник Сендай. Він грає роль політичного, економічного та культурного центру всього регіону Тохоку. Близько 50% населення префектури проживає в Сендаї або його околицях — містах Таґадзьо, Наторі, Іванума.
Основою економіки префектури є сільське господарство, важливу роль в якому грає рисівництво. Значна частина сільськогосподарської продукції збувається в Токіо. Розвинені також рибальство, харчова, деревообробна, целюлозно-паперова і машинобудівна промисловості.

## Історія
11 березня 2011 року, о 14:48, постраждала від сильного землетрусу потужністю 7,4 бала за шкалою Ріхтера і 10-метрові цунамі.

## Транспорт
- Аеропорт Сендай

## Освіта
- Тохокуський університет
- Міяґівський педагогічний університет